# قصور مدينة تونس

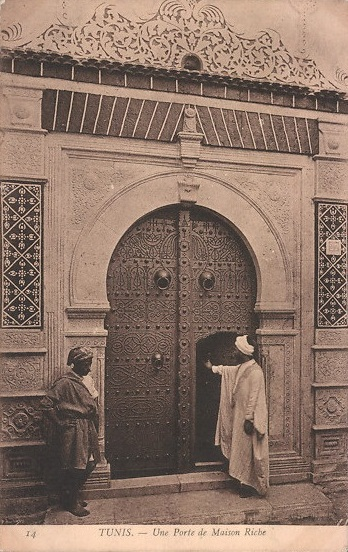
دار بالمة.

تعدّ القصور أو الدور، من أبرز المعالم التاريخية في مدينة تونس العتيقة، كان يسكنها السّاسة، والأثرياء و أعيان المدينة.

## قصور مدينة تونس
- دار ابن أبي ضياف هي أحد قصور مدينة تونس العتيقة التي تقع في زنقة ابن أبي ضياف, بالقرب من نهج الباشا و من سيدي محرز.
- دار الباي هو قصر يقع في ساحة القصبة على المدخل الجنوبي للمدينة العتيقة ويستعمل كمقر للحكومة التونسية.
- دار الحداد هي إحدى أقدم القصور التونسية الموجودة بالمدينة العتيقة بتونس العاصمة، و تعتبر معلما تونسيا.
- دار الأصرم هي أحد معالم المدينة العتيقة بتونس. أنشأت الدار بين عامي 1812 و1819 من قبل حمودة الأصرم.
- دار القائد نسيم شمامة هي قصر من قصور مدينة تونس العتيقة، توجد حاليّا بالحفصيّة التي كانت تسمّى قديما الحارة.
- دار باش حامبة أحد قصور مدينة تونس العتيقة. أخذت الدار اسمها عن عائلة باش حامبة ذات الأصل التركي.
- دار بن عبد الله هو قصر ومتحف تونسي يقع في الحي الجنوبي للمدينة العتيقة للعاصمة قرب تربة الباي.
- دار بيرم هي أحد قصور مدينة تونس العتيقة تقع بنهج الأندلس. وصنفت  بمخزون جاك ريفول  كواحدة من أكبر بيوت المدينة التاريخية بمدينة تونس.
- دار بن عياد هي أحد معالم المدينة العتيقة بتونس. أنشأت الدار في أواخر القرن الثامن عشر على يد القائد رجب بن عياد.
- دار جعيط هو قصر من قصور مدينة تونس العتيقة، يقع بنهج سيدي بن عروس.
- دار الجلولي هي أحد معالم المدينة العتيقة بتونس. أنشأت الدار في اواخر القرن الثامن عشر على يد محمود الجلولي, أحد أهم تجار تونس و رجال حمودة باشا و علي باشا في القرنين الثامن و التاسع عشر.
- دار الجزيري هي أحد قصور مدينة تونس العتيقة. تقع في نهج التريبونال، على بعد بضعة أمتار من دار الأصرم، كانت واحدا من مساكن عائلة الجزيري بين القرن الثاني عشر والثامن عشر.
- دار حسين  هي أحد أبرز قصور المدينة العتيقة في تونس إلى جانب دار بن عبد الله، دار باش حامبة ودار الأصرم.
- دار حمودة باشا هو قصر في مدينة تونس العتيقة، وشيده حمودة باشا المرادي، باي من عائلة المراديين عندما كان أميرا، وذلك في حوالي 1630.
- دار عثمان هو معلم تاريخي تونسي وهو قصر سابق لعثمان داي و يقع في المنزل 16 شارع المبزع  في الجزء الجنوبي من مدينة تونس العتيقة.
- قصر غاريبالدي هوأحد قصور مدينة تونس العتيقة، أسس في القرن التاسع عشر، يقع قصر غاريبالدي في نهج الكوميسيون.
- دار بن عاشور هو قصر بمدينة تونس  بني في القرن السابع عشر. يقع بنهج الباشا، ويضم الآن مكتبة مدينة تونس.
- قصر خير الدين هو متحف مدينة تونس م تشييده هذا بين عامي 1860 و1870 بأمر من الوزير المصلح خير الدين باشا، وهو قصر يجمع بين النمط التقليدي والتجديد الأوروبي و له واجهة عريضة تفتح على الطريق وتزويق داخلي ذو نمط إيطالي مع نقوش مذهبة.

## معرض الصّور

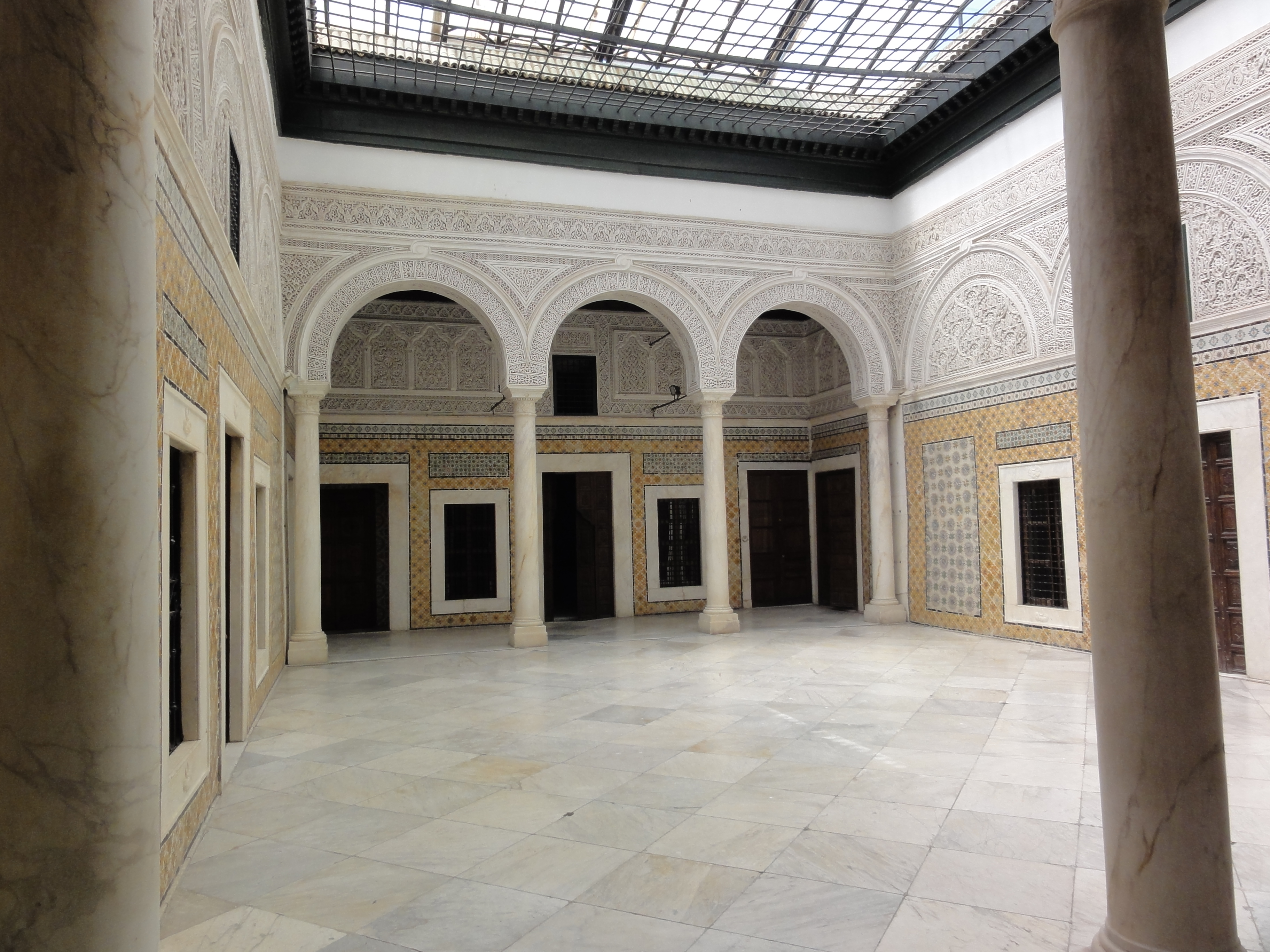
دار الأصرم
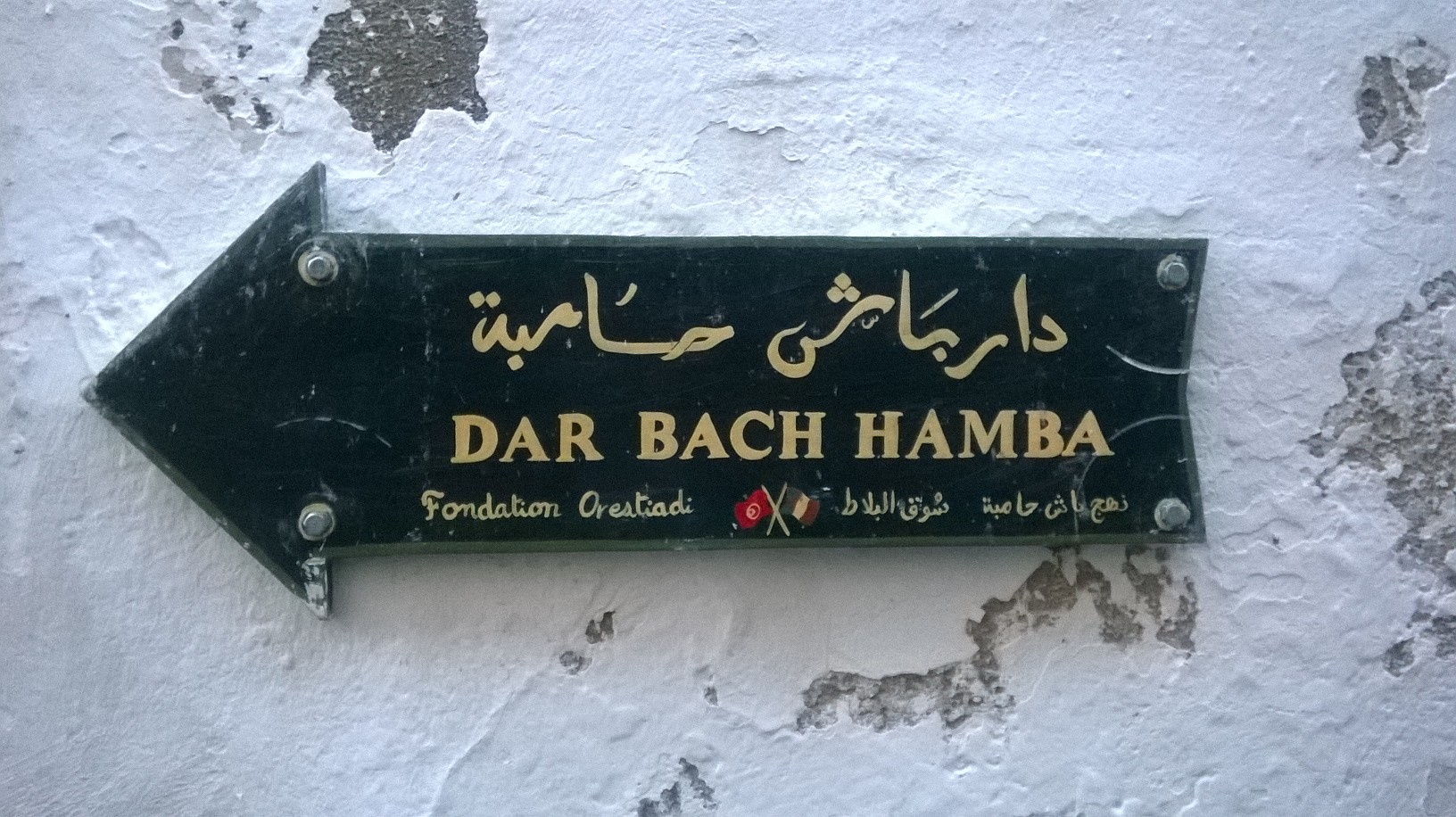
دار باش حامبة
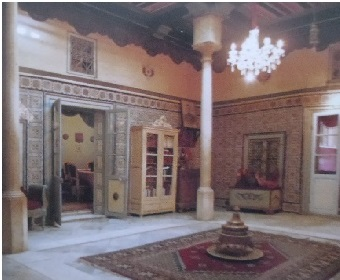
قصر الجلولي
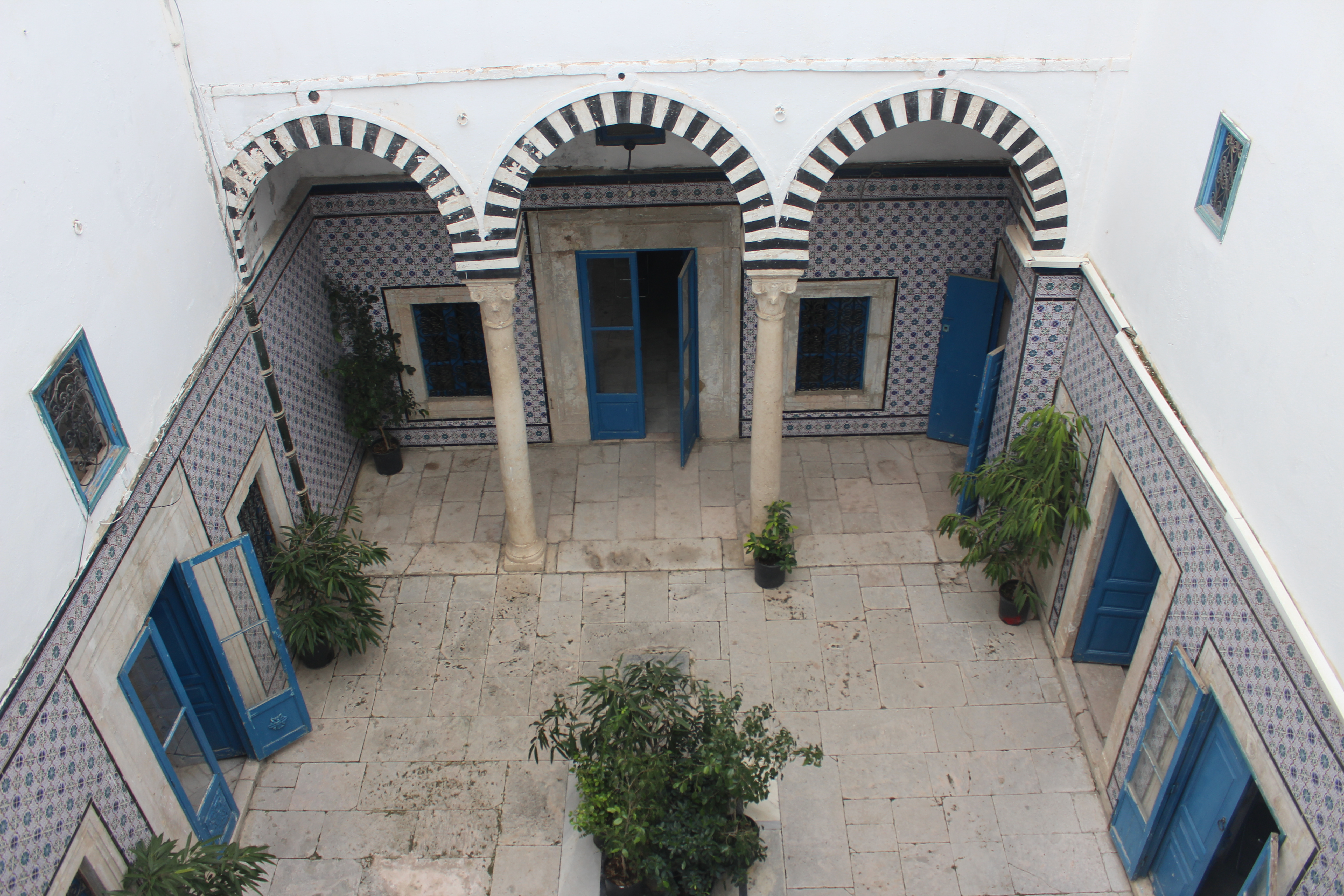
دار بن عاشور
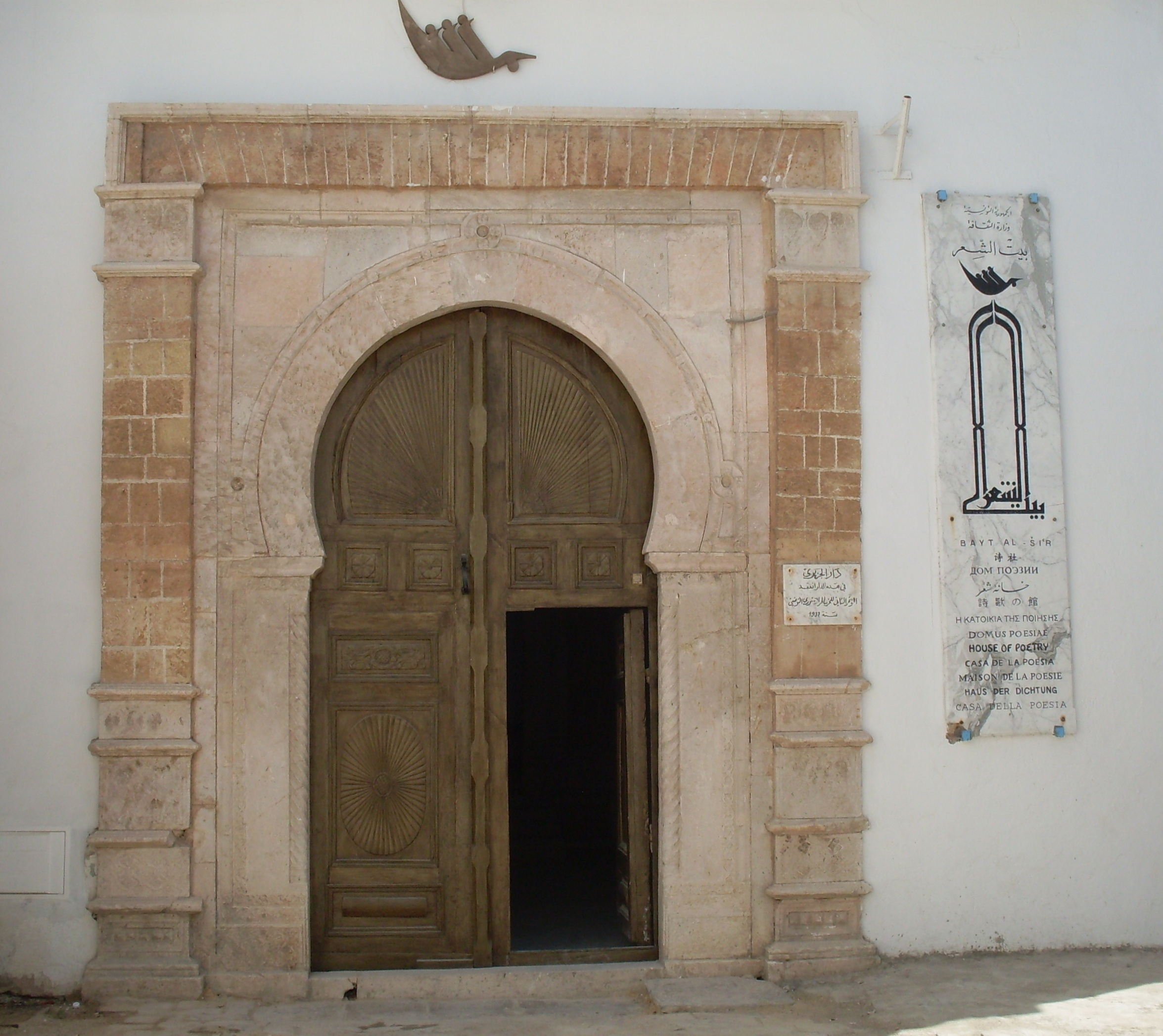
دار الجزيري